# 渋谷圭一郎
渋谷 圭一郎（しぶや けいいちろう）は、日本の漫画家。群馬県出身。
大学で鉱物学を学ぶ傍ら、漫画の執筆を開始。

## 作品リスト

### 連載
- 大科学少女（『月刊アクション』2013年7月号 - 2014年10月号）
- 瑠璃の宝石（『ハルタ』Vol.67〈2019年8月〉[2] - 連載中）

### 書籍
- 『大科学少女』、双葉社〈アクションコミックス〉2014年、全2巻
  1. 2014年3月10日発売[3]、ISBN 978-4-575-84362-0
  2. 2014年11月10日発売[4]、ISBN 978-4-575-84523-5

  - （復刊）KADOKAWA〈ハルタコミックス〉2022年、全2巻
    - （上巻）2022年10月15日発売[5][6]、ISBN 978-4-04-737179-8
    - （下巻）2022年11月15日発売[7]、ISBN 978-4-04-737189-7
- 『瑠璃の宝石』、KADOKAWA〈ハルタコミックス〉2020年 - 、既刊6巻（2025年7月15日現在）